# نهر بيلياندو
يقع في شمال شرق أستراليا ، في مقاطعة كوينزلاند ، طوله 403 كم ، ينبع من السفوح الشرقية ،
لسلسلة الفاصلة العظمى ، ويتجه نحو الشمال الشرقي ، حتى يصب عند بلدة آير في المحيط الهندي ،
إلى الجنوب من خليج هاليفاكس